# Tunica (Mississippi)
Tunica is een plaats (town) in de Amerikaanse staat Mississippi, en valt bestuurlijk gezien onder Tunica County.

## Demografie
Bij de volkstelling in 2000 werd het aantal inwoners vastgesteld op 1132.
In 2006 is het aantal inwoners door het United States Census Bureau geschat op 1081, een daling van 51 (-4,5%).

## Geografie
Volgens het United States Census Bureau beslaat de plaats een oppervlakte van
1,8 km², geheel bestaande uit land. Tunica ligt op ongeveer 60 m boven zeeniveau.

## Plaatsen in de nabije omgeving
De onderstaande figuur toont nabijgelegen plaatsen in een straal van 28 km rond Tunica.

## Geboren in Tunica
- James Cotton (1935-2017), bluesmuzikant